# Karol Fryderyk (książę Anhalt-Bernburg)
Karl Friedrich (ur. 13 lipca 1668 w Bernburgu, zm. 22 kwietnia 1721 w Ballenstedt) – książę Anhalt-Bernburg. Jego władztwo było częścią Świętego Cesarstwa Rzymskiego. Pochodził z dynastii askańskiej.
Urodził się jako najstarszy syn księcia Anhalt-Bernburg Wiktora Amadeusza i jego żony księżnej Elżbiety Fryderyki. Na tron wstąpił po śmierci ojca 14 lutego 1718 (dla młodszego syna zmarłego monarchy – Lebrechta wydzielono wówczas nowo powstałe księstwo Anhalt-Zeitz-Hoym).
Książę Karol Fryderyk był dwukrotnie żonaty. Po jego śmierci następcą został syn Wiktor II Fryderyk.